# Апатрид
Апатри́д (от лат. apatris и др.-греч. ἀ + πατρίς), или лицо́ без гражда́нства — человек, не имеющий какого-либо гражданства или подданства и не обладающий доказательствами, которые могли бы установить принадлежность его к какому-либо гражданству или подданству.
По данным на 2017 год, 12 миллионов человек в мире не имели никакого гражданства. Некоторые из них — беженцы или мигранты, другие живут в собственной стране или государстве, но власти не признают их в качестве своих граждан.

## Причины отсутствия гражданства (подданства)
Человек может стать апатридом в следующих случаях:
- при рождении от родителей-апатридов, если законы государства рождения не подразумевают автоматического приобретения лицом гражданства этого государства (невозможность филиации по праву земли);

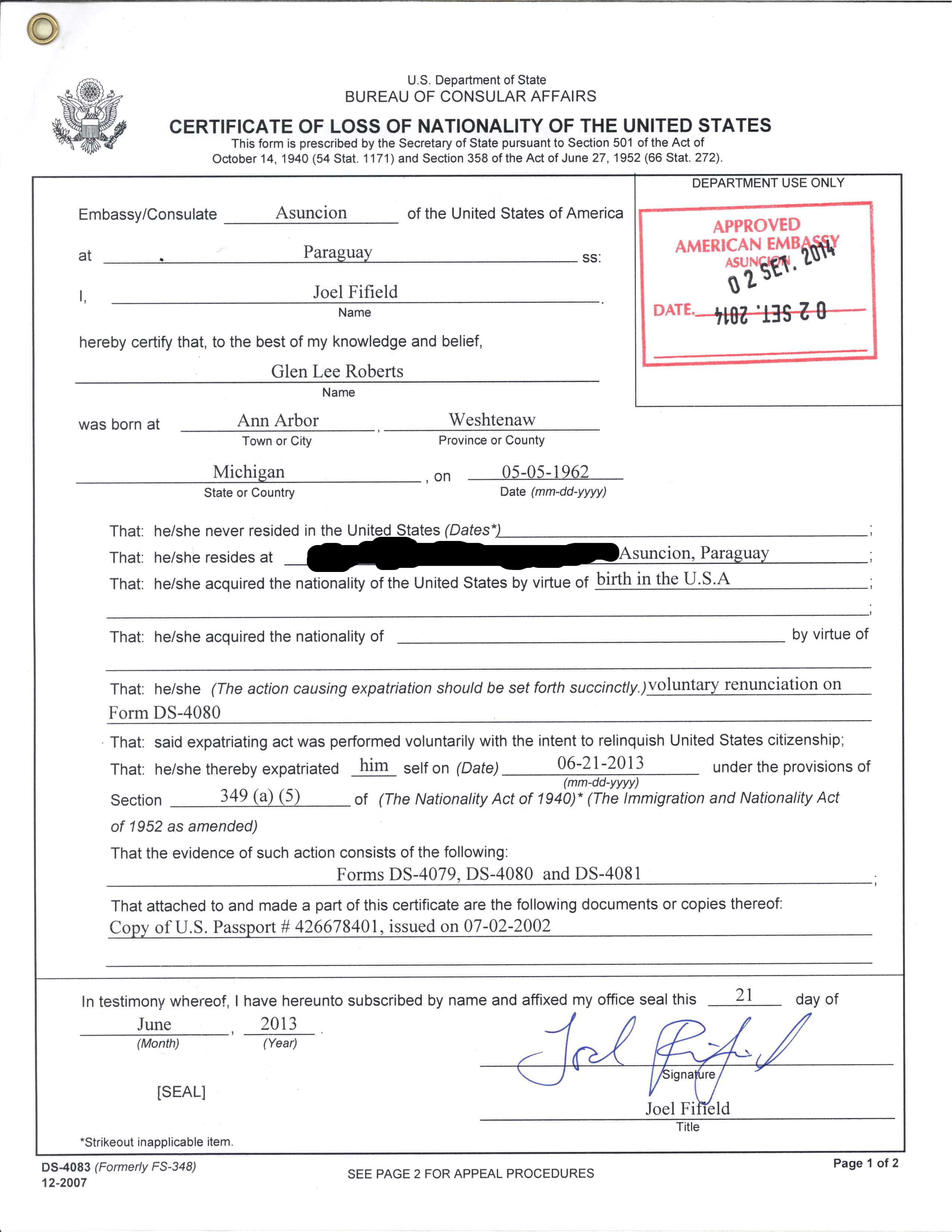
Свидетельство об утрате гражданства Соединенных Штатов, выданное посольством Соединенных Штатов в Асунсьоне, Парагвай. Согласно документу, субъект не приобрел никакого другого гражданства на момент выдачи; следовательно, он остается лицом без гражданства

- Свидетельство об утрате гражданства Соединенных Штатов, выданное посольством Соединенных Штатов в Асунсьоне, Парагвай. Согласно документу, субъект не приобрел никакого другого гражданства на момент выдачи; следовательно, он остается лицом без гражданствапри лишении гражданства государством; лишение гражданства со стороны государства может происходить по политическим, этическим мотивам, из соображения безопасности или в случае, если гражданство было получено незаконно;
- при добровольном отказе от гражданства;
- в случае прекращения существования государства.

Согласно статье 1 «Конвенции о статусе апатридов», такой статус не распространяется на беженцев.

## Документы лиц без гражданства
Лица без гражданства в Российской Федерации (как и иностранные граждане) пользуются национальным режимом. В то же время они, как и иностранцы, не имеют некоторых политических прав (например, избирательных).
Документами, удостоверяющими личность лиц без гражданства в Российской Федерации, являются:
- документ, выданный иностранным государством и признаваемый в соответствии с международным договором РФ в качестве документа, удостоверяющего личность лица без гражданства;
- временное удостоверение личности лица без гражданства в РФ;

- разрешение на временное проживание;
- вид на жительство лица без гражданства;
- иные документы, предусмотренные федеральным законом или признаваемые в соответствии с международным договором Российской Федерации в качестве документов, удостоверяющих личность лиц без гражданства.

Под иными документами, признаваемыми в соответствии с международным договором Российской Федерации в качестве документов, удостоверяющих личность лица без гражданства, имеются в виду документы, упомянутые в статьях 27 и 28 «Конвенции о статусе апатридов».

## Свобода от гражданства
В международном праве в практической плоскости в понимании гражданства имеется дихотомия относительно прав и свобод человека к гражданству. В связи с внедрением конвенций по борьбе с безгражданством людям стали запрещать добровольно отказываться от гражданства, а только заменять одно гражданство другим.

### Запрет на отказ от гражданства (гражданство как обязанность)
В результате издания двух международных договоров, созданных в целях реализации политических идей по сокращению безгражданства, обладание гражданством стало преподноситься не как право, а как обязанность. В частности, к таким договорам относятся:
- Конвенция о сокращении безгражданства (принята Генеральной Ассамблеей ООН 30 августа 1961 года в Нью-Йорке)[5];
- Европейская конвенция о гражданстве СДСЕ № 166 (принята 06 ноября 1997 года в Страсбурге)[6].

В силу Конвенции о сокращении безгражданства подписавшие государства обязаны не допускать добровольный отказ от их гражданства, если он вызывает утрату гражданства, кроме тех случаев, когда соответствующее лицо имеет или приобретает другое гражданство. Вторая Европейская конвенция устанавливает, что каждое государство-участник разрешает отказ от его гражданства при условии, что соответствующие лица не становятся в результате этого лицами без гражданства.

### Свобода от гражданства (гражданство как объект права)
Всеобщая декларация прав человека (принята Генеральной Ассамблеей ООН 10 декабря 1948 года), в свою очередь, чётко и определённо регламентирует гражданство не как обязанность, а именно как право. Согласно статье 15 декларации, каждый человек имеет право на гражданство; никто не может быть произвольно лишён своего гражданства или права изменить своё гражданство.